# Tennisrekorde
Rekorde in der Sportart Tennis.

## Allgemeine Rekorde

### Allgemein
kürzestes Match
in 25 Minuten besiegte Francisco Clavet seinen Gegner Jiang Shan bei den Heineken Open Shanghai 2001 mit 6:0 und 6:0.
schnellster Aufschlag in einem offiziellen Turnierspiel – Herren
263 km/h von Samuel Groth am 9. Mai 2012 während der Partie gegen Uladsimir Ihnazik beim Challenger-Turnier in Busan.
auf Tourlevel: 253 km/h von John Isner am 6. März 2016 im Rahmen des Davis Cup 2016 in Kooyong gegen Australien.
schnellster Aufschlag in einem offiziellen Turnierspiel – Damen
210,8 km/h von Sabine Lisicki am 30. Juli 2014 beim WTA Stanford in der Erstrundenpartie gegen Ana Ivanović.
längstes Match über zwei Gewinnsätze (seit der Open Era 1968) – Herren
in 4 Stunden und 26 Minuten besiegte Roger Federer im Halbfinale beim Tennisturnier der Olympischen Spiele 2012 in London Juan Martín del Potro mit 4:6, 7:6, 19:17
kürzestes Grand-Slam-Finale
in 32 Minuten besiegte Steffi Graf im Finale der French Open am 4. Juni 1988 die Nummer 13 der Setzliste, die 17-jährige Natallja Swerawa, mit 6:0 und 6:0.
längstes Grand-Slam-Finale
5:53 Stunden benötigte Novak Đoković im Finale der Australian Open 2012 für seinen Sieg gegen Rafael Nadal; die Partie endete 5:7, 6:4, 6:2, 6:75, 7:5.
längstes Match in der Grand-Slam-Geschichte – Herren
Das längste Match in einem Grand-Slam-Turnier bestritten Nicolas Mahut und John Isner in der ersten Runde der Wimbledon Championships 2010. Das Match, das sich vom 22. bis zum 24. Juni hinzog und insgesamt 11 Stunden und 5 Minuten dauerte, musste zweimal wegen Dunkelheit unterbrochen werden. John Isner siegte am Ende mit 6:4, 3:6, 6:7, 7:6 und 70:68.
längstes Match in der Grand-Slam-Geschichte – Damen
Im Achtelfinale der Australian Open 2011 gewann Francesca Schiavone in 4 Stunden und 44 Minuten gegen Swetlana Kusnezowa mit 6:4, 1:6 und 16:14.
längster Entscheidungssatz in der Grand-Slam-Geschichte
70:68; John Isner besiegte 2010 Nicolas Mahut in Wimbledon mit diesem Ergebnis im fünften Satz, der 8 Stunden und 11 Minuten dauerte.
längster Tie-Break
36:34; am 9. Januar 2013 im ersten Satz beim Future-Turnier in Plantation im Einzel zwischen Benjamin Balleret und Guillaume Couillard. Das Match endete 7:6, 6:1 für Balleret.
24:22; im Februar 2022 haben sich beim ATP-Turnier in Dallas Reilly Opelka und John Isner den längsten Tiebreak seit dem Start der ATP-Tour im Jahr 1990 geliefert. Im Halbfinale setzte sich Opelka 7:6 (9:7), 7:6 (24:22) gegen seinen US-Landsmann Isner durch.
längstes Spiel – Herren
31 Minuten; zwischen Anthony Fawcett und Keith Glass am 26. Mai 1975; das Spiel ging 37-mal über Einstand.
längstes Spiel – Damen
52 Minuten; zwischen Noëlle van Lottum und Sandra Begijn am 12. Februar 1984 in Ede.
längster Ballwechsel – Herren
3 Stunden und 33 Minuten; Will Duggan und Ron Kapp spielten sich am 12. März 1988 in Santa Barbara den Ball 6202-mal über das Netz zu.
längster Ballwechsel – Damen
29 Minuten; Vicki Nelson und Jean Hepner spielten den Ball im Oktober 1984 beim WTA-Turnier in Richmond 643-mal über das Netz. Das Match dauerte 6 Stunden und 31 Minuten, der Tie-Break 1 Stunde und 47 Minuten.
Dauertennis
31 Verbandsligaspieler und Tommy Haas haben einen Ballwechsel über 5 Tage, 5 Stunden, 5 Minuten und 5 Sekunden gespielt. Der Ball wechselte 105.160-mal die Seite. 254-mal ging der Ball ins Aus oder ins Netz, das entspricht einer Fehlerquote von nur 2,42 pro 1000 Ballwechsel. Bei dem Ballwechsel wurden 21 Tennisbälle verbraucht.
die meisten Asse
John Isner schlug 14.470 Asse in insgesamt 772 Spielen
die meisten Asse in einem Match – Herren
112; John Isner gelang dieser Rekord gegen Nicolas Mahut in der ersten Runde der Wimbledon Championships 2010. Mahut erzielte in dieser Partie 103 Asse, womit beide Spieler die vorherige Bestmarke von 78 Assen – aufgestellt von Ivo Karlović – deutlich übertrafen.
die meisten Asse in einem Match – Damen
31; Kristýna Plíšková im Januar 2016 in der zweiten Runde der Australian Open gegen Mónica Puig. Rekordhalterin bis dahin war Sabine Lisicki, die 2015 in der zweiten Runde der AEGON Classic Birmingham 27 Asse serviert hatte.
die meisten Asse in einem Best-of-three-Match
47; Milos Raonic am 17. Juni 2024 gegen Cameron Norrie in der 1. Runde von London Queen’s Club.
die meisten Asse pro Saison
schlug 1996 der kroatische Linkshänder Goran Ivanišević, nämlich 1477; die Ass-Statistik wird seit 1991 geführt.
die meisten Doppelfehler in einem Match
servierte Anna Kurnikowa bei ihrem Match gegen Miho Saeki in der zweiten Runde der Australian Open 1999. Kurnikowa unterliefen 31 Doppelfehler, dennoch gewann sie das Match mit 1:6, 6:4 und 10:8.
die meisten Netzaufschläge in Folge – Damen
Bei Serena Williams’ Sieg über Ayumi Morita im Jahr 2013 servierte sie den Rekord von vier Netzaufschlägen in Folge.
die meisten Netzaufschläge in Folge – Herren
Boris Becker servierte in seinem Wimbledon-Viertelfinale 1993 gegen Michael Stich fünf Netzbälle in Folge, noch dazu bei zweitem Aufschlag.
die meisten Netzaufschläge in einem Match
Im Olympiahalbfinale 2012 zwischen Roger Federer und Juan Martín del Potro gab es 24 Netzaufschläge.
die höchste Anzahl an Mehrpunkten bei insgesamt verlorenem Match
In der Partie Magnus Norman gegen Goran Ivanišević (Wimbledon 1997) gewann Norman 6:3, 2:6, 7:6, 4:6, 14:12. Dabei machte Norman nur 137 Punkte, Ivanišević mit 165 Punkten 28 Punkte mehr als Norman.
die meisten aufeinanderfolgenden Punkte auf einem Grand Slam Centrecourt
Bei dem 5:7, 6:3, 6:2-Sieg von Ons Jabeur gegen Garbiñe Muguruza im Achtelfinale Wimbledon 2021 erzielte Jabeur sechzehn Punkte in Folge
Besucherrekord bei einem Grand-Slam-Turnier
1.110.657 Zuschauer besuchten beim Turnier 2024 den Melbourne Park, den Austragungsort der Australian Open.
Rekorde bei allen vier Grand-Slam-Turnieren (2024)
Preisgelder in Höhe von insgesamt 254 Millionen US-Dollar.
Gesamtzuschauerzahl an den Bildschirmen fast 2 Milliarden Menschen in mehr als 200 Ländern.
Mehr als 3.360.000 Fans besuchten die vier Turniere.
Zuschauerrekord Einzelmatch
27.448 Zuschauer waren am 23. November 2014 beim Davis-Cup-Endspiel zwischen Roger Federer und Richard Gasquet anwesend.
Finalsiege in Folge (Herren)
Roger Federer gewann auf der ATP Tour 24 Endspiele in Folge. Seit der Finalniederlage 2003 in Gstaad gegen den Tschechen Jiří Novák hatte er kein Endspiel mehr verloren bis zum Masters Cup 2005, wo ihn der Argentinier David Nalbandian bezwingen konnte. Die alte Bestmarke hatten der US-Amerikaner John McEnroe und der Schwede Björn Borg gehalten, die zwölf Endspiele in Serie gewinnen konnten. Diese Rekordmarke war von Federer bereits mit seinem Sieg beim Masters Cup 2004 übertroffen worden.
längste Siegesserie bei einem Turnier (Herren)
Rafael Nadal gewann das Monte Carlo Masters achtmal in Folge (2005–2012) – die längste Serie in der Open Era
Grand-Slam-Viertelfinale in Folge (Herren)
Roger Federer erreichte 36-mal in Serie mindestens das Viertelfinale (Wimbledon 2004 bis French Open 2013). Dahinter folgt Novak Đoković mit 28 Viertelfinalteilnahmen in Folge (Wimbledon 2009 bis US Open 2016).
Grand-Slam-Viertelfinale (Karriere/Herren)
Novak Đoković stand insgesamt 62-mal im Viertelfinale eines Grand-Slam-Turniers, es folgen Roger Federer (58) und Rafael Nadal (47; Stand nach Wimbledon Championships 2025).
Grand-Slam-Halbfinale in Folge (Herren)
Roger Federer erreichte bei Grand-Slam-Turnieren 23-mal in Folge das Halbfinale (Wimbledon 2004 bis Australian Open 2010). Novak Đoković folgt mit 14 aufeinanderfolgenden Halbfinalteilnahmen (Wimbledon 2010 bis US Open 2013).
Grand-Slam-Halbfinale (Karriere/Herren)
Novak Đoković erreichte 51 mal mindestens das Halbfinale, es folgen Roger Federer (46) und Rafael Nadal mit 38 (Stand: Wimbledon Championships 2025).
Grand-Slam-Finale in Folge (Herren)
Roger Federer war der erste Spieler der Tennisgeschichte, der bei zehn Grand-Slam-Turnieren in Folge (Wimbledon 2005 bis zu den US Open 2007) das Finale erreichte.
Grand-Slam-Finale (Karriere/Herren)
Novak Đoković erreichte 37 Endspiele, es folgen Roger Federer (31) und Rafael Nadal mit 30 (Stand: Wimbledon 2024).
Grand-Slam-Viertelfinale (Karriere/Damen)
Chris Evert und Serena Williams standen 54-mal im Viertelfinale, es folgt Martina Navrátilová mit 53.
Grand-Slam-Halbfinale in Folge (Damen)
Martina Navrátilová erreichte 18-mal in Folge das Halbfinale eines Major-Turniers (Wimbledon 1983 bis Australian Open 1988).
Grand-Slam-Halbfinale (Karriere/Damen)
Chris Evert erreichte 52-mal das Halbfinale, es folgen Martina Navrátilová (44) und Serena Williams mit 40.
Grand-Slam-Finale in Folge (Damen)
Steffi Graf war die erste Spielerin der Profi-Ära, die bei 13 Grand-Slam-Turnieren in Folge (French Open 1987 bis French Open 1990) das Finale erreichen konnte.
Grand-Slam-Finale (Karriere/Damen)
Chris Evert erreichte jeweils 34 Endspiele, gefolgt von Serena Williams (33) und Martina Navrátilová (32).
beste Jahres-Matchbilanz
bei den Damen:
Martina Navrátilová verlor im Jahr 1983 nur ein Match und schloss das Jahr mit einer Bilanz von 86:1 Siegen ab. Die Niederlage erlitt sie gegen Kathy Horvath (damals Weltranglistenposition 33), die sich im Achtelfinale der French Open mit 6:4, 0:6, 6:3 durchsetzte.
bei den Herren:
John McEnroe erzielte 1984 eine Bilanz von 82:3
höchste Punktzahl in der Weltrangliste
bei den Herren:
Novak Đoković erreichte am 6. Juni 2016 mit 16.950 einen neuen Punkterekord in der Tennisweltrangliste
| #   | Spielername     | Anzahl Spiele | Anzahl Siege | Siegquote |
| --- | --------------- | ------------- | ------------ | --------- |
| 01. | Novak Đoković   | 1355          | 1131         | 83,47 %   |
| 02. | Rafael Nadal    | 1308          | 1080         | 82,57 %   |
| 03. | Björn Borg      | 794           | 654          | 82,36 %   |
| 04. | Roger Federer   | 1526          | 1251         | 81,98 %   |
| 05. | Jimmy Connors   | 1557          | 1274         | 81,82 %   |
| 06. | John McEnroe    | 1081          | 883          | 81,68 %   |
| 07. | Ivan Lendl      | 1310          | 1068         | 81,53 %   |
| 08. | Rod Laver       | 722           | 576          | 79,78 %   |
| 09. | Pete Sampras    | 984           | 762          | 77,44 %   |
| 10. | Boris Becker    | 927           | 713          | 76,91 %   |
| 11. | Guillermo Vilas | 1248          | 951          | 76,20 %   |
| 12. | Andre Agassi    | 1144          | 870          | 76,05 %   |
| 13. | Arthur Ashe     | 1059          | 799          | 75,45 %   |
| 14. | Stefan Edberg   | 1071          | 801          | 74,79 %   |
| 15. | Andy Roddick    | 825           | 612          | 74,18 %   |

Stand: 27. Januar 2025 (Spieler mit min. 500 Siegen) – die fett markierten Spieler sind noch aktiv

### Siegesserien
längste Siegesserie auf der WTA-Tour
Martina Navratilova, 74 Siege in Folge; 1984

### Weltrangliste
längste Zeit als Weltranglistenerster total – Herren
Novak Đoković war bisher 428 Wochen lang die Nummer 1 der Weltrangliste (Stand: 3. Juni 2024).
längste Zeit als Weltranglistenerster in Folge – Herren
Roger Federer führte die Weltrangliste 237 Wochen an – zwischen dem 2. Februar 2004 und dem 17. August 2008.
längste Zeit als Weltranglistenerste total wie auch in Folge – Damen
Steffi Graf stand 377 Wochen lang an der Spitze der Weltranglistenposition, davon 186 Wochen in Folge (17. August 1987 bis 10. März 1991).
längste Zeit in den Top Ten in Folge
bei den Herren ist es Rafael Nadal mit 18 Jahren (2005–2022) vor Jimmy Connors mit 16 Jahren (1973–1988) und Roger Federer (2002–2016).
bei den Damen hält mit 19 Jahren (1976–1994) Martina Navrátilová den Rekord.
jüngster Weltranglistenerster
Carlos Alcaraz wurde am 12. September 2022 mit 19 Jahren jüngster Weltranglistenerster aller Zeiten.
jüngste Weltranglistenerste
Martina Hingis wurde am 31. März 1997 mit 16 Jahren jüngste Weltranglistenerste aller Zeiten.
ältester Weltranglistenerster
Novak Djokovic ist im Jahr 2024 mit 37 Jahren der älteste Weltranglistenerste.
älteste Weltranglistenerste
Serena Williams war am 8. Mai 2017 mit 35 Jahren die älteste Weltranglistenerste.

### Preisgelder
Höchstes Preisgeld im Einzelwettbewerb
3.850.000 $ (3.524.867 €) bei den US Open im Jahr 2019, jeweils an Rafael Nadal und Bianca Andreescu
Höchstes Preisgeld bei einem Showturnier
6.000.000 $ an Jannik Sinner beim Six Kings Slam, 2024
Höchste Preisgeldsumme – Herren
Novak Đoković hat in seiner Karriere bislang (2003 bis 2024) über 185 Millionen US-Dollar an Preisgeld gewonnen.
Höchste Preisgeldsumme – Damen
Serena Williams hat in ihrer Karriere (1995 bis 2022) über 94 Millionen US-Dollar an Preisgeld gewonnen.

### Reichste Tennisspieler
Die zehn reichsten Tennisspieler (Vermögen in US-$; Stand: April 2024):
1. Ion Țiriac – 1,7 Milliarden
2. Roger Federer 550 Millionen
3. Serena Williams 250 Millionen
4. Novak Đoković 220 Millionen
5. Rafael Nadal 220 Millionen
6. Maria Sharapova 180 Millionen
7. Pete Sampras 150 Millionen
8. Andre Agassi 145 Millionen
9. Andy Murray 100 Millionen
10. John McEnroe 100 Millionen

## Turniersiege
Golden Slam (alle vier Grand-Slam-Turniere und Olympiagold im selben Jahr)
Steffi Graf (1988)
Grand-Slam-Gewinner im Einzel (alle vier Grand-Slam-Turniere im selben Jahr)
| Spielerin/Spieler    | Jahr       |
| -------------------- | ---------- |
| Don Budge            | 1938       |
| Maureen Connolly     | 1953       |
| Rod Laver            | 1962, 1969 |
| Margaret Smith Court | 1970       |
| Steffi Graf          | 1988       |

die meisten Grand-Slam-Einzeltitel – Herren
| #   | Spieler       | Titel |
| --- | ------------- | ----- |
| 01. | Novak Đoković | 024   |
| 02. | Rafael Nadal  | 022   |
| 03. | Roger Federer | 020   |
| 04. | Pete Sampras  | 014   |
| 05. | Roy Emerson   | 012   |
| 06. | Björn Borg    | 011   |
|     | Rod Laver     | 011   |
| 08. | Bill Tilden   | 010   |
| 09. | Andre Agassi  | 008   |
|     | Jimmy Connors | 008   |
|     | Ivan Lendl    | 008   |

die meisten Grand-Slam-Einzeltitel – Damen
| #   | Spielerin            | Titel |
| --- | -------------------- | ----- |
| 01. | Margaret Smith Court | 024   |
| 02. | Serena Williams      | 023   |
| 03. | Steffi Graf          | 022   |
| 04. | Helen Wills Moody    | 019   |
| 05. | Chris Evert          | 018   |
|     | Martina Navrátilová  | 018   |
| 07. | Billie Jean King     | 012   |
|     | Suzanne Lenglen      | 012   |
| 09. | Maureen Connolly     | 009   |
|     | Monica Seles         | 009   |

die meisten Einzeltitel – Herren
| #   | Spieler       | Titel |
| --- | ------------- | ----- |
| 01. | Jimmy Connors | 109   |
| 02. | Roger Federer | 103   |
| 03. | Novak Đoković | 100   |
| 04. | Ivan Lendl    | 094   |
| 05. | Rafael Nadal  | 092   |
| 06. | John McEnroe  | 077   |
| 07. | Rod Laver     | 072   |
| 08. | Björn Borg    | 066   |
| 09. | Ilie Năstase  | 064   |
|     | Pete Sampras  | 064   |

die meisten Einzeltitel – Damen
| #   | Spielerin            | Titel |
| --- | -------------------- | ----- |
| 01. | Martina Navrátilová  | 167   |
| 02. | Chris Evert          | 154   |
| 03. | Steffi Graf          | 107   |
| 04. | Margaret Smith Court | 092   |
| 05. | Serena Williams      | 072   |
| 06. | Evonne Goolagong     | 068   |
| 07. | Billie Jean King     | 067   |
| 08. | Lindsay Davenport    | 055   |
| 09. | Monica Seles         | 053   |
| 10. | Venus Williams       | 049   |

die meisten Einzel- und Doppeltitel – Herren
1. John McEnroe (155)
2. Jimmy Connors (125)
3. Roger Federer (111)
4. Ilie Năstase (109)
5. Rafael Nadal (103)
die meisten Einzel- und Doppeltitel – Damen
1. Martina Navrátilová (344)
2. Chris Evert (175)
3. Billie Jean King (168)
4. Margaret Smith Court (140)
5. Pam Shriver (127)
die meisten Turniersiege (Einzel und Doppel) in einem Jahr – Herren
27; John McEnroe (1979: 10 Einzel- und 17 Doppelerfolge)
die meisten Turniersiege in einem Jahr – Herren
16; Guillermo Vilas (1977)
die meisten Turniersiege in einem Jahr seit Gründung der ATP-Tour 1990 – Herren
12; Thomas Muster (1995) und Roger Federer (2006)
die meisten Turniersiege in einem Jahr – Damen
21; Margaret Smith Court (1970)
die höchste Quote an Finalsiegen von Spielern, die mindestens 25 Finale erreicht haben
80 %; Thomas Muster: 44 Siege in 55 Finalspielen
älteste WTA-Turniersiegerin
Martina Navrátilová (49 Jahre und 46 Wochen)
(Mixedtitel bei den US Open im September 2006 mit Bob Bryan)
ältester ATP-TurniersiegerJohn McEnroe (47 Jahre und 3 Tage)
(Doppeltitel in San José im Februar 2006 mit Jonas Björkman)
die jüngsten Sieger der ATP Tour (seit 1990)
16J. 10M. 18T. – Lleyton Hewitt
17J. 09M. 21T. – Andrij Medwedjew
18J. 01M. 19T. – Kei Nishikori
18J. 02M. 12T. – Rafael Nadal
18J. 02M. 20T. – Carlos Alcaraz
18J. 05M. 07T. – Michael Chang
18J. 05M. 26T. – João Fonseca
(Alter: J=Jahre; M=Monate; T=Tage)
die meisten Grand-Slam-Einzeltitel im Damen-Rollstuhltennis
23; Diede de Groot (2017–2024)
die meisten Grand-Slam-Doppeltitel im Damen-Rollstuhltennis
19; Diede de Groot (2017–2024)
Die einzige Tennisspielerin in der Geschichte des Sports, die einen Grand Slam verteidigen konnte. Nach einem Golden Slam im Jahr 2021 gewann sie 2022 ebenfalls alle Grand-Slam-Turniere – eine weder bei Damen noch Herren zuvor erreichte Leistung.
In den Jahren von 2021 bis 2023 gewann sie sämtliche Grand-Slam-Turniere.
Grand-Slam-Turniersiege in Folge im Doppel bei den Australian Open (2021 – 2024)
4; Diede de Groot (Damen Rollstuhltennis)

## Rekorde bei Grand-Slam-Turnieren
die meisten Matchgewinne im Herreneinzel bei allen vier Grand-Slam-Turnieren
Novak Đoković erreichte bislang 392 Siege, womit er bei den Australian Open 2025 Roger Federer (369) überholte.

### Australian Open
die meisten Australian-Open-Einzeltitel – Herren
Novak Đoković gewann zehn Einzeltitel (2008, 2011–2013, 2015, 2016, 2019–2021, 2023).
die meisten Australian-Open-Einzeltitel – Damen
Margaret Smith Court gewann 11 Einzeltitel (1960 bis 1966, 1969 bis 1971, 1973).
die meisten Australian-Open-Titel – Damen
Margaret Smith Court gewann insgesamt 21 Australian-Open-Titel (elf Einzel, acht Doppel- und zwei Mixedtitel).
längstes Spiel – Herren
Im Finale am 29. Januar 2012 gewann Novak Đoković gegen Rafael Nadal in 5 Stunden und 53 Minuten mit 5:7, 6:4, 6:2, 6:75 und 7:5.
längstes Spiel – Damen
Im Achtelfinale am 23. Januar 2011 gewann Francesca Schiavone in 4 Stunden und 44 Minuten mit 6:4, 1:6 und 16:14 gegen Swetlana Kusnezowa.
jüngster Sieger – Herren
Mats Wilander gewann 1983 das Endspiel der Australian Open gegen Ivan Lendl im Alter von 19 Jahren und 112 Tagen.
jüngste Siegerin – Damen
Martina Hingis gewann 1997 den Einzeltitel der Australian Open mit 16 Jahren.

### French Open
die meisten French-Open-Einzeltitel – Herren
Rafael Nadal gewann bei den French Open 14 Einzeltitel (2005–2008, 2010–2014, 2017–2020, 2022).
die meisten French-Open-Einzeltitel – Damen
Chris Evert gewann bei den French Open sieben Einzeltitel (1974, 1975, 1979, 1980, 1983, 1985, 1986).
die meisten French-Open-Titel – Herren
Rafael Nadal gewann zwischen 2005 und 2022 14 French-Open-Einzeltitel.
die meisten French-Open-Titel – Damen
Margaret Smith Court gewann zwischen 1962 und 1973 dreizehn French-Open-Titel (fünf Einzel-, vier Doppel- und vier Mixedtitel).
die meisten French-Open-Einzeltitel in Folge – Herren
Rafael Nadal (2010–2014), fünf
jüngster French-Open Sieger – Herren
Michael Chang gewann 1989 das Endspiel gegen Stefan Edberg mit 17 Jahren und 3 Monaten.
ältester French-Open Sieger – Herren
Novak Djokovic gewann 2023 das Endspiel mit 36 Jahren und 20 Tagen.

### Wimbledon – All England Championships
die meisten Wimbledon-Einzeltitel – Herren
Roger Federer gewann in Wimbledon acht Einzeltitel (2003–2007, 2009, 2012 und 2017).
die meisten Wimbledon-Einzeltitel – Damen
Martina Navrátilová gewann neun Wimbledon-Einzeltitel (1978, 1979, 1982–1987 und 1990).
die meisten Wimbledon-Titel – Herren
Laurence Doherty erreichte dreizehn Titel (fünf Einzel-, acht Doppeltitel) zwischen 1897 und 1906.
die meisten Wimbledon-Titel – Damen
Billie Jean King (sechs Einzel-, zehn Doppel- und vier Mixedtitel) und Martina Navrátilová (neun Einzel-, sieben Doppel- und vier Mixedtitel) gewannen jeweils 20 Titel.
jüngster Wimbledonsieger – Herren
Boris Becker gewann Wimbledon 1985 im Alter von 17 Jahren und 227 Tagen gegen Kevin Curren.
jüngste Wimbledonsiegerin – Damen
Martina Hingis gewann in Wimbledon 1996 im Alter von 15 Jahren und 282 Tagen den Doppeltitel mit Helena Suková.
jüngste Wimbledonsiegerin im Einzel – Damen
Charlotte Dod gewann 1887 im Alter von 15 Jahren und 285 Tagen gegen Blanche Bingley.
ältester Wimbledonsieger
Martina Navrátilová gewann 2003 den Mixedtitel mit 46 Jahren und 261 Tagen (mit Leander Paes).
die meisten Wimbledonteilnahmen
Arthur Gore trat von 1888 bis 1927 36-mal in Wimbledon an. Er gewann drei Einzel- und einen Doppeltitel.
kürzestes Finale
John McEnroe besiegte 1984 seinen Landsmann Jimmy Connors, zu der Zeit immerhin die Nummer 2 der Weltrangliste, in einer Stunde und 20 Minuten. Das Match ging als kürzestes Finale seit dem Jahr 1922 in die Geschichte des Tennissports ein. Connors konnte in diesem Match nur vier Spiele gewinnen.
längstes Finale – Herren
2019 schlug Novak Đoković Roger Federer in 4:57 Stunden.
längstes Finale – Damen
2005 hatte Venus Williams Lindsay Davenport nach 2 Stunden und 46 Minuten mit 9:7 im dritten Satz besiegt.
die meisten Spiele in einem Endspiel – Herren
77; Roger Federer gewann 2009 gegen Andy Roddick mit 5:7, 7:66, 7:65, 3:6, 16:14 nach 4:16 Stunden. Die alte Bestmarke war erst im Jahr zuvor aufgestellt worden, als die Partie Federer gegen Nadal über 61 Spiele ging.
die meisten Spiele in einem Endspiel – Damen
46; Margaret Court gewann 1970 gegen Billie Jean King mit 14:12 und 11:9.

### US Open
die meisten Einzeltitel – Herren (vor der Open Era)
Bill Tilden, Richard Sears und William Larned gewannen jeweils sieben Einzeltitel. Tilden gewann 1920 bis 1925 sowie 1929, Sears zwischen 1881 und 1887 und Larned 1901, 1902 und zwischen 1907 und 1911.
die meisten US-Open-Einzeltitel – Herren
Jimmy Connors (1974, 1976, 1978, 1982, 1983), Pete Sampras (1990, 1993, 1995, 1996, 2002) und Roger Federer (2004–2008) gewannen jeweils fünf Titel.
die meisten Einzeltitel – Damen (vor der Open Era)
Molla Mallory gewann acht Einzeltitel (1915 bis 1918, 1920 bis 1922, 1926).
die meisten US-Open-Einzeltitel – Damen
Chris Evert (1975–1978, 1980, 1982) und Serena Williams (1999, 2002, 2008, 2012–2014) gewannen je sechs Titel.
die meisten US-Open-Titel – Herren
Bill Tilden gewann bei den US Open 16 Titel (sieben Einzel-, fünf Doppel- und vier Mixedtitel).
die meisten US-Open-Titel – Damen
Margaret Du Pont gewann zwischen 1941 und 1960 25 US-Open-Titel (13 Doppel-, neun Mixed- und drei Einzeltitel).
jüngster US-Open-Sieger im Einzel – Herren
Pete Sampras gewann 1990 die US Open im Alter von 19 Jahren und 28 Tagen.
jüngster US-Open-Sieger im Einzel – Damen
Tracy Austin gewann den Einzeltitel von 1979 mit 16 Jahren und 271 Tagen.
jüngster US-Open-Sieger
Vincent Richards gewann 1918 mit 15 Jahren und 139 Tagen den Doppeltitel mit Bill Tilden.
ältester US-Open-Sieger
Martina Navrátilová gewann 2006 im Alter von 49 Jahren und 46 Wochen den US-Open-Mixedtitel.

## Davis-Cup-Rekorde
die längsten Matches
vor der Einführung des Tie-Break
1982 benötigten John McEnroe und Mats Wilander 6 Stunden und 22 Minuten, um einen Sieger auszuspielen. Im Davis-Cup-Viertelfinale von St. Louis siegte am Ende der US-Amerikaner mit 9:7, 6:2, 15:17, 3:6, 8:6 und sorgte so für den 3:2-Sieg der USA.
Nur eine Minute weniger dauerte 1987 das legendäre Match zwischen John McEnroe und Boris Becker in Hartford, USA, das Becker in fünf Sätzen für sich entschied und Deutschland einen 3:2-Sieg in der Relegation gegen den Favoriten USA bescherte.
nach Einführung des Tie-Break (1989)
Bei der Davis-Cup-Begegnung der Schweiz gegen Tschechien am 2. Februar 2013 in Genf gewann das tschechische Doppel Tomáš Berdych und Lukáš Rosol 6:4, 5:7, 6:4, 6:73, 24:22 gegen die Schweizer Stan Wawrinka und Marco Chiudinelli nach sieben Stunden und einer Minute.
João Souza aus Brasilien unterlag am 8. März 2015 in Buenos Aires in 6 Stunden und 43 Minuten dem Argentinier Leonardo Mayer 7:6, 7:6, 5:7, 5:7, 15:13.
längste Davis-Cup-Begegnung
Die längste Begegnung der Davis-Cup-Geschichte dauerte 113 Tage (Bruttospielzeit). Am 1. März 1976 führte Australien gegen Neuseeland mit 2:1 in Brisbane, ehe das Match erst am 19. Juni 1976 im englischen Nottingham von John Newcombe und Brian Fairlie fortgesetzt bzw. beendet werden konnte. Newcombe siegte in vier Sätzen. Das fünfte Match wurde nicht mehr ausgespielt.
höchstes Resultat in einem Satz
37:39 verloren Stan Smith und Erik van Dillen 1973 im Amerika-Zonen-Finale im Doppel einen Satz gegen Chile.
die meisten Spiele in einem Match
vor der Einführung des Tie-Break
86 Spiele musste Arthur Ashe gegen Christian Kuhnke durchstehen, ehe er im Jahr 1970 bei der Partie zwischen den Vereinigten Staaten und Deutschland als Sieger vom Platz ging. Ashe gewann mit 6:8, 10:12, 9:7, 13:11, 6:4. Nach Entstehen der Weltgruppe benötigte Michael Westphal 85 Spiele im Jahr 1985 in der Begegnung mit der Tschechoslowakei gegen Tomáš Šmíd. Westphal gewann mit 6:8, 1:6, 7:5, 11:9, 17:15.
nach Einführung des Tie-Break (1989)
In der Begegnung zwischen der Schweiz und Tschechien stellten 2013 im Doppel Tomáš Berdych und Lukáš Rosol mit 91 Spielen gegen Stan Wawrinka und Marco Chiudinelli einen neuen Rekord auf. Das tschechische Duo gewannen mit 6:4, 5:7, 6:4, 6:73, 24:22.
jüngster Davis-Cup-Spieler
Kenny Banzer trat mit 14 Jahren und 5 Tagen für Liechtenstein im Davis Cup an.
Ältester Davis-Cup-Spieler
Mit 58 Jahren bestritt Yaka-Garonfin Kaptigan aus Togo noch ein Davis-Cup-Match.
Rekordspieler (die meisten Begegnungen)
Domenico Vicini bestritt insgesamt 87 Partien für San Marino.
deutscher Rekordspieler
Gottfried von Cramm, spielte in 38 Begegnungen insgesamt 101-mal für Deutschland. Dabei konnte er 82 Partien im Einzel und Doppel gewinnen.
die meisten aufeinanderfolgenden Davis-Cup-Siege
Die USA gewannen die Trophäe von 1920 bis 1926 siebenmal hintereinander.
Rekordsieger
Die mit Abstand erfolgreichste Davis-Cup-Nation sind die USA. 31-mal gewannen sie den Pokal und weitere 28-mal standen sie im Endspiel. Australien liegt mit 27 Siegen auf Platz 2.
die meisten Asse in einem Spiel
82 Asse servierte der Kroate Karlović in der oben bereits genannten Partie gegen den Tschechen Štěpánek.

## Federations-Cup-Rekorde
(seit 2021 Billie Jean King Cup, bis 1995 Federation Cup; bis 2020 Fed Cup) 
jüngste Fed-Cup-Spielerin
Denise Panagopoulou trat mit 12 Jahren und 360 Tagen für Griechenland im Fed Cup an. Mittlerweile gilt ein Mindestalter von 14 Jahren.
jüngste Gewinnerin eines Federations-Cup-Matches
Anna Kurnikowa gewann 1996 als jüngste Spielerin mit 14 Jahren ein Fed-Cup-Match und verhalf Russland zum 3:0 gegen Schweden.
älteste Fed-Cup-Spielerin
Mit 52 Jahren und 162 Tagen bestritt Gill Butterfield noch ein Fed-Cup-Match für die Bermuda-Inseln.
die meisten aufeinanderfolgenden Fed-Cup-Siege
Die USA gewannen die Trophäe von 1976 bis 1982 siebenmal hintereinander.
Rekordsieger
Die erfolgreichste Fed-Cup-Nation sind die USA. Sie holten 17-mal den Pokal.